# Marius Bakken

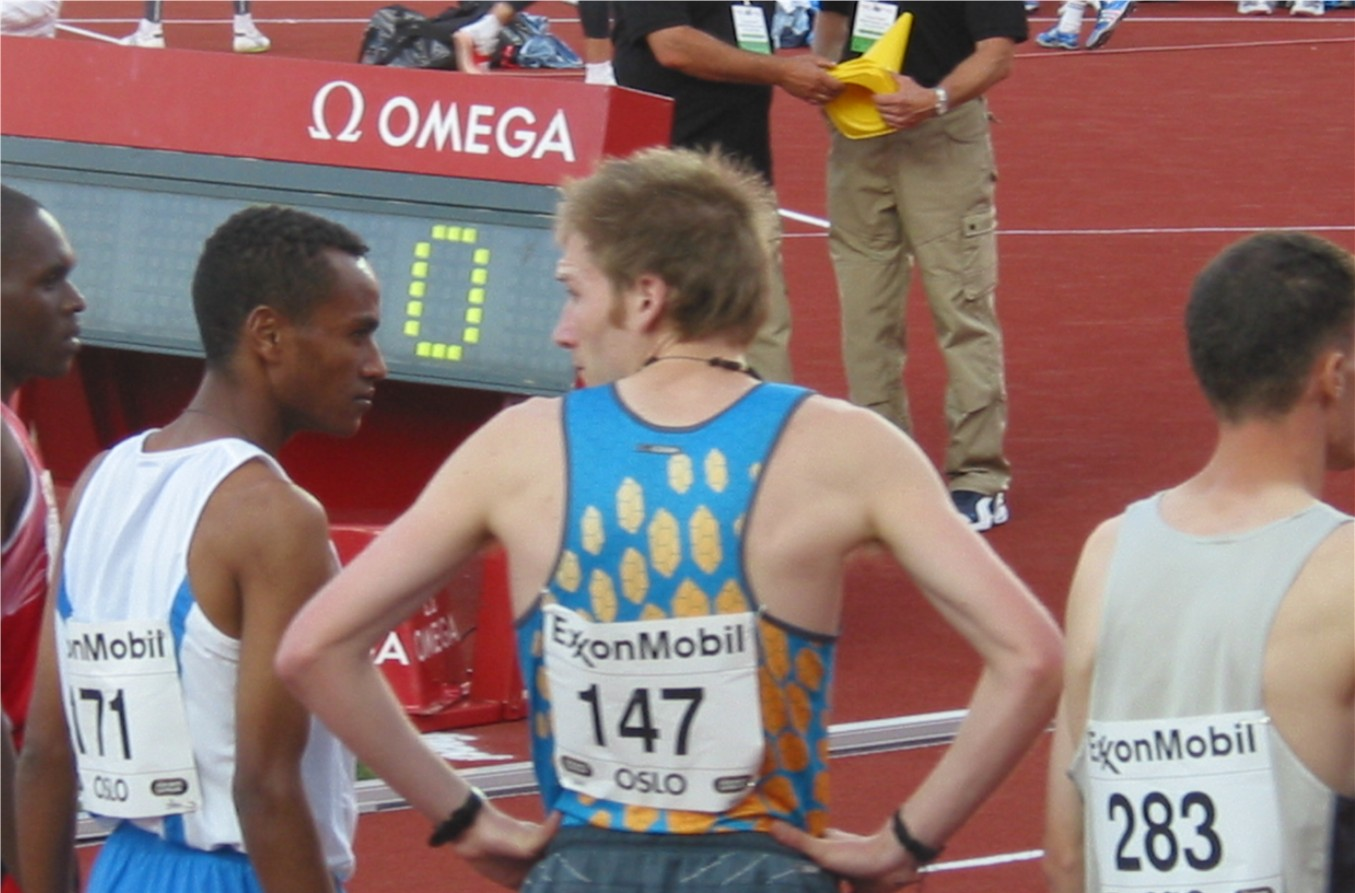
Bakken (147) vid Bislett Games i Oslo, 29 juli 2005.

Marius Bakken, född 27 mars 1978 i Sandefjord i Norge, är en norsk medel- och långdistanslöpare som specialiserat sig på löpning 5 000 meter efter att tidigare i sin karriär även tävlat i lopp mellan 800 och 10 000 meter. Han tävlar för klubben IL Runar.
Hans första stora mästerskap var VM 1999 där han slutade på tolfte plats. Efter det blev han nia vid VM 2001, på fjortonde plats vid EM 2002 och tolva vid VM 2005. Utöver det så deltog han i olympiska sommarspelen 2000 och 2004 utan större framgång. Han blev Norsk mästare på distansen 1 500 meter åren 2001, 2003 och 2004. På 5000 meter blev han Norsk mästare åren 2003 och 2005.
Efter ett misslyckat EM 2006 berättade Bakken att han skulle fokusera på sina studier i medicin.

## Personliga rekord
- 800 meter - 1:51.19 min (1997)
- 1 500 meter - 3:38.84 min (2005) - Elfte bästa tiden av Norska 1500 m löpare.
- 3 000 meter - 7:40.77 (2001) - Norskt rekord.
- 5 000 meter - 13:06.39 (2004) - Norskt rekord.
- 10 000 meter - 28:26.36 min (2000) - Tionde bästa tiden av Norska 10 000 m löpare.